# 红萼蝇子草
红萼蝇子草（学名：Silene rubricalyx）是石竹科蝇子草属的植物，为中国的特有植物。分布于中国大陆的西藏等地，生长于海拔3,400米至3,600米的地区，多生在高山草地，目前尚未由人工引种栽培。

## 别名
红萼女娄菜（西藏植物志）

## 异名
- Melandrium rubricalyx Marq.